# Sepioteuthis sepioidea
Sepioteuthis sepioidea is een inktvissensoort uit de familie Loliginidae. De wetenschappelijke naam van de soort werd in 1823 als Loligo sepioidea gepubliceerd door Henri Marie Ducrotay de Blainville.